# Isang Yun

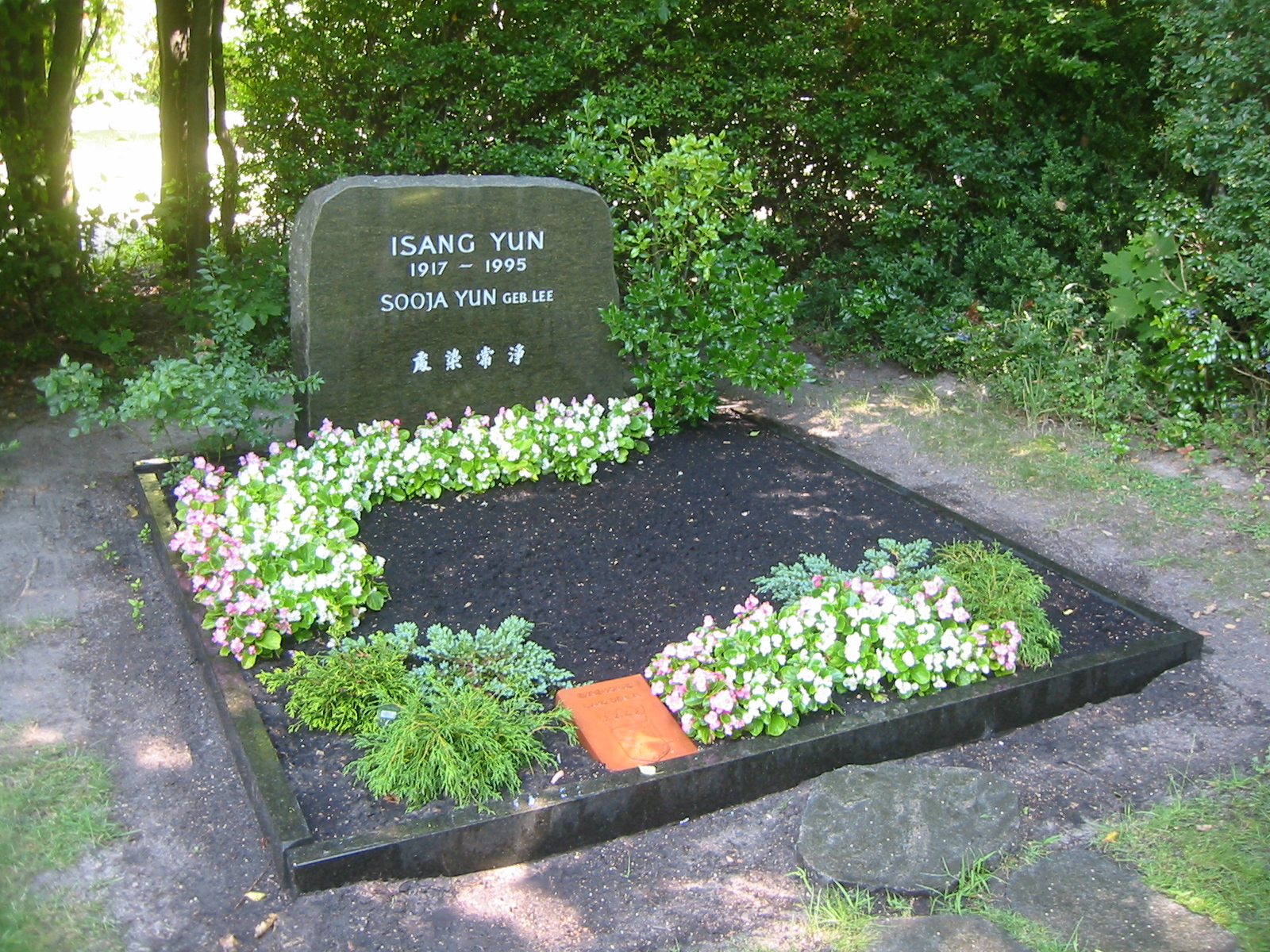
Grób Isanga Yuna w dzielnicy Gatow w Berlinie

Isang Yun (ur. 17 września 1917 w Tongyeong, zm. 3 listopada 1995 w Berlinie) – koreański kompozytor i pedagog.

## Życiorys
Pochodził z Tongyeong w prowincji Gyeongsang Południowy. Jego ojciec, Yun Ki-hyon, był poetą. Zaczął komponować w wieku 14 lat. Studiował w Japonii, najpierw w konserwatorium w Osace, następnie w Tokio. Ze względu na powiązania z koreańskim ruchem narodowowyzwoleńczym został w 1943 roku aresztowany. Po powrocie do Korei w 1945 roku uczył muzyki, po zakończeniu wojny koreańskiej w 1953 roku został wykładowcą na Narodowym Uniwersytecie Seulskim. W 1955 roku otrzymał stypendium rządowe, które pozwoliło mu na wyjazd do Europy, gdzie kontynuował swoją edukację muzyczną. Studiował w Paryżu (1957–1958) u Pierre’a Revela oraz w Berlinie Zachodnim (1958–1959) u Borisa Blachera, Josefa Rufera i Reinharda Schwarza-Schillinga. W tym drugim mieście osiadł na stałe w 1963 roku.
W 1963 roku odwiedził niespodziewanie, bez pozwolenia południowokoreańskich władz, Koreę Północną, co spowodowało dla niego poważne konsekwencje osobiste. W 1967 roku został wraz z żoną uprowadzony z Berlina przez południowokoreański wywiad, postawiony przed sądem w Seulu pod zarzutem szpiegostwa i skazany na dożywotnie więzienie. Po dwóch latach, wskutek międzynarodowych nacisków, został zwolniony i powrócił do Niemiec. Od 1969 do 1970 roku uczył w Hanowerze, następnie w latach 1970–1985 był wykładowcą berlińskiej Hochschule für Musik. W 1971 roku otrzymał niemieckie obywatelstwo. Kilkukrotnie odwiedzał Koreę Północną, gdzie był hołubiony przez tamtejsze władze. Ufundował instytut muzyczny w Pjongjangu, nazwany jego imieniem, zaś w 1992 roku nakręcono film poświęcony jego porwaniu i uwięzieniu pt. Yun sangmin. Nie powrócił nigdy do Korei Południowej i pozostawał krytyczny wobec jej władz, a jego twórczość do lat 90. była objęta w tym kraju cenzurą. Zmarł w Berlinie na skutek komplikacji związanych z zapaleniem płuc. Współcześnie muzyka Yuna jest ceniona i wykonywana regularnie w obydwu państwach koreańskich, odbywają się liczne koncerty poświęcone jego pamięci.
Doctor honoris causa Uniwersytetu w Tybindze (1985). Odznaczony Krzyżem Komandorskim Orderu Zasługi Republiki Federalnej Niemiec (1988) i Medalem Goethego (1995).

## Twórczość
Podstawowym celem Yuna jako kompozytora było łączenie wschodnioazjatyckiej sztuki wykonawczej z europejskimi instrumentami i wyrażanie azjatyckiej wyobraźni przy użyciu współczesnych zachodnich środków muzycznego wyrazu. Jego prace z lat 1959–1960 odzwierciedlają dodekafoniczny serializm związany z Darmstadt. Jednak po 1961 roku zaczął rozwijać swój indywidualny styl, widoczny w takich kompozycjach jak Loyang (1962), Gasa (1963), Garak (1963), Om mani padme hum (1964) i Réak (1966). W tych utworach podkreślał egzotykę za pomocą użycia glissando, pizzicato i vibrato, stosując równocześnie tradycyjną chińską dworską ornamentację muzyczną, dzięki czemu osiągał wysoce zróżnicowany charakter wielu linii melodycznych .

## Ważniejsze kompozycje
(na podstawie materiałów źródłowych) 

### Opery
- Der Traum des Liu-Tung (Sen Liu-Tunga), jednoaktówka, libretto H. Rudelsberger i W. Bauernfeind na podstawie Ma Zhiyuan, 1965, premiera: Berlin, 25 września 1965
- Die Witwe des Schmetterlings (Wdowa po motylu), jednoaktówka, libretto H. Kunz na podstawie Ma Zhiyuan, 1968, premiera: Norymberga, 23 lutego 1969
- Geisterliebe, dwuaktówka, libretto H. Kunz, 1970, premiera: Kilonia, 20 czerwca 1971
- Sim Tjong, dwuaktówka z prologiem i epilogiem, libretto H. Kunz, 1972, premiera: Monachium, 1 sierpnia 1972

### Symfonie
- I symfonia, 1983
- II symfonia, 1984
- III symfonia, 1985
- IV symfonia Im dunkelen singen, 1986
- V symfonia na baryton i orkiestrę, do poezji Nelly Sachs, 1987

### Koncerty
- Koncert wiolonczelowy, 1976
- Koncert na flet i orkiestrę kameralną, 1977
- Koncert podwójny na obój, harfę i orkiestrę kameralną, 1977
- Koncert na klarnet i małą orkiestrę, 1981
- I koncert skrzypcowy, 1981
- II koncert skrzypcowy, 1983/1986
- Koncert na obój, obój miłosny i orkiestrę, 1990
- III koncert skrzypcowy, na skrzypce i orkiestrę kameralną, 1992

### Inne utwory  orkiestrowe
- Colloïdes sonores na orkiestrę smyczkową, 1961
- Fluktuationen, 1964
- Réak, 1966
- Konzertante Figurenna małą orkiestrę, 1972
- Harmonia na 16 instrumentów dętych, harfę i perkusję, 1974
- Muak, 1978
- Duetto concertante, na obój, rożek angielski, wiolonczelę i instrumenty smyczkowe, 1987
- I symfonia kameralna na 2 oboje, 2 waltornie i instrumenty smyczkowe, 1987
- II symfonia kameralna Den Opfern der Freiheit, na małą orkiestrę, 1989
- Konturen, 1989
- Silla, 1992

oraz liczne utwory kameralne i wokalno-instrumentalne.